# William de Tracy
William de Tracy (m.1189), Señor de los Manor de Toddington, Gloucestershire, fue un caballero feudal Barón de Bradninch, cerca de Exeter, y Señor de Moretonhampstead. Es conocido como uno de los cuatro caballeros que asesinaron al Arzobispo de Canterbury Thomas Becket en diciembre de 1170.

## Familia
John de Sudeley, hijo de Harold de Mantes, casado de Grace Tracey, hija y heredera de Enrique de Teresa, señor feudal de Barnstaple en Devonshire. Tuvieron dos hijos: Ralph, quien se convirtió en el heredero de su padre, y William. Sir William de Tracey heredó las tierras de su madre y asumió su nombre de la familia, convirtiéndose en un caballero de Gloucestershire, Sir William de Tracey, y la celebración de las tierras de su hermano por una cuota de caballero. Se casó con Hawise de Born y tuvo un hijo, Sir Henry de Tracey (Henry el Jorobado), y dos hijas.
También aparece en una carta de su hermano mayor Ralph de Sudeley, con la asignación de la casa solariega de Yanworth, cerca de Cirencester, a los monjes de Gloucester.
Guillermo de Tracy hizo obras de caridad en Francia, con la construcción y dotación de una casa de leprosos en el lugar llamado Coismas(Commeaux?). Además hizo regalos al Priorato de San Esteban, Le Plessis-Grimoult.

## Becket
Tracy fue uno de los cuatro caballeros, junto con Reginald Fitzurse, Hugo de Morville y Richard le Breton (o de Brito), quien, a instancias del rey Enrique II asesinaron a Thomas Becket, el arzobispo de Canterbury y que más tarde invadieron el Palacio Arzobispal saqueando bulas papales y cartas, oro, plata, ornamentos, libros y utensilios empleados por los servicios de la iglesia.

## Favores
Se sabe que Hugo de Morville, Ricardo Brito, y Guillermo de Tracy construyeron una iglesia en Alkborough, cerca de Scunthorpe en South Humberside, donde, hasta 1690, una piedra inscrita en el coro, se indica la beneficencia.
El nombre de la ciudad de Bovey Tracey se deriva del río Bovey que pasa por la ciudad, y de la "familia de Teresa" - a partir de Traci cerca de Bayeux - que se establecieron en la zona después de la invasión y conquista normanda de Inglaterra de 1066. Sir William reconstruyó la iglesia del pueblo de San Pedro, Pablo y Tomás después de 1170 como parte de su penitencia por su participación en el asesinato del arzobispo. Además añadió una torre, el coro, y el porche de la iglesia de Lapford, Devon, que se dedicó a Becket, y, según la tradición local, fundó una iglesia cercana en Tracey Nymet cumpliendo la penitencia.

## Excomunión y destierro
Los favores no lograron impresionar al papa Alejandro III, y excomulgó a Tracy y los otros asesinos el Jueves Santo, del 25 de marzo de 1171 y le ordenó como penitencia peregrinar a Tierra Santa.

## Muerte y entierro
Se especula que Tracy no llegó a la Tierra Santa, y que murió en 1174 de lepra en Cosenza en el sur de Italia. Otros dicen que Tracy se retiró a una ermita allí.
Otra tradición es que los cuerpos de los caballeros fueron devueltos a la isla de Brean Down, frente a las costas de Weston-super-Mare y enterrado allí.
Hay una tumba en Mortehoe Iglesia, cerca de Ilfracombe en Devon, que lleva una inscripción a Sir William de Tracey. La losa superior de mármol negro o gris oscuro, tiene una incisión en ella la figura de un sacerdote con vestiduras completas, con un cáliz en su seno.